# Ellen V. Rothenberg

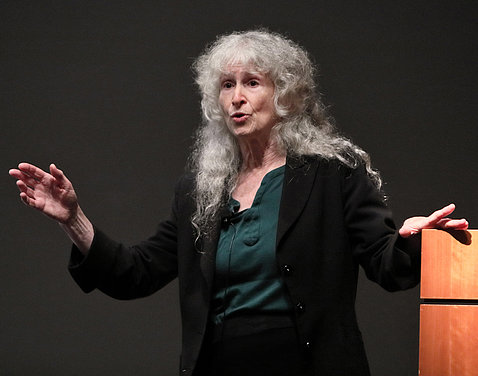
Ellen Rothenberg 2018

Ellen V. Rothenberg (* 1952 in Massachusetts) ist eine US-amerikanische Immunologin am California Institute of Technology. Sie gilt als Expertin für die T-Zell-Entwicklung.

## Leben und Wirken
Rothenberg erwarb 1972 an der Harvard University einen Bachelor in Biochemie und 1977 bei David Baltimore am Massachusetts Institute of Technology einen Ph.D. mit einer Arbeit zur DNA-Replikation bei Retroviren. Als Postdoktorandin arbeitete sie bei Edward A. Boyse am Memorial Sloan Kettering Cancer Center.
Eine erste Professur führte Rothenburg 1979 an das Salk Institute for Biological Studies. Seit 1982 ist sie am California Institute of Technology. Hier hat sie (Stand 2022) eine nach Edward B. Lewis benannte Professur für Biologie inne.
Rothenberg hat laut Google Scholar einen h-Index von 65, laut Datenbank Scopus einen von 53 (jeweils Stand 2022).

## Auszeichnungen (Auswahl)
- 2017 Fellow der American Association for the Advancement of Science
- 2018 Mitglied der American Academy of Arts and Sciences[2][3]
- 2021 Mitglied der National Academy of Sciences[4]
- 2021–2027 Ehrenprofessur (Andrew D. White Professor-at-Large), Cornell University